# Директива 90/219/ЕЭС
Директива 90/219/ЕЭС, официальное название Директива 90/219/ЕЭС «об ограниченном использовании генетически изменённых микроорганизмов» (англ. Council Directive 90/219/EEC of 23 April 1990 on the contained use of genetically modified micro-organisms) — нормативный акт, содержащий меры для ограничения использования генетически модифицированных микроорганизмов с целью защиты здоровья человека и окружающей среды. Документ был принят 23 апреля 1990 года в Брюсселе Европейским советом и вступил в силу 2 мая 1990 года.

## История создания
Прогресс в биотехнологии под контролем экологического права важен как для здравоохранения, так и для сельского хозяйства. Проблема последствий воздействия на организм человека продуктов содержащих гмо в конце 80-х стала всё более волновать общественность. Данная проблема привлекла страны-члены Евросоюза к разработке нормативного акта, который бы максимально охватывал отношения в сфере регулирования деятельности по использованию гмо. Первым документом стала Директива 90/219/ЕЭС «об ограниченном использовании генетически изменённых микроорганизмов». Этот нормативный акт был принят 23 апреля 1990 года в Брюсселе и вступил в силу 2 мая 1990 года. На данный момент документ утратил силу ввиду принятия Директивы 2009/41/ЕС от 6 мая 2009 года «Об ограниченном использовании генетически изменённых микроорганизмов» (англ. Directive 2009/41/EC of the European Parliament and of the Council of 6 May 2009 on the contained use of genetically modified micro-organisms ).

## Характеристика документа

### Структура
- Преамбула (Whereas);
- Ст. 1-23 (Articles 1-23);
- Приложение I (Annex);
- Приложение II (Annex II Criteria for classifying genetically modified micro-organisms in group I);
- Приложение III (Annex III Safety assessment parameters to be taken into account, as far as they are relevant, in accordance with article 6 (3));
- Приложение IV (Annex IV Containment measures for micro-organisms in group II);
- Приложение V (Annex V)[4]

### Задачи
Директива 90/219/ЕЭС была разработана и принята для реализации на практике приоритетной задачи Евросоюза об обеспечение безопасности при осуществлении генно-инженерной деятельности. Для этой цели были разработаны определённые правила по оценке и управления риском при работе с гмо. Также, положения документа гарантируют безопасность персоналу лабораторий или предприятий, занимающихся генно-инженерной деятельности, а также других людей, которые контактируют с гмо. Особое внимание уделено определению любого рода рисков для окружающей среды и мер изоляции на случай непреднамеренного высвобождения гмо в окружающую среду.